# Poul Thomsen

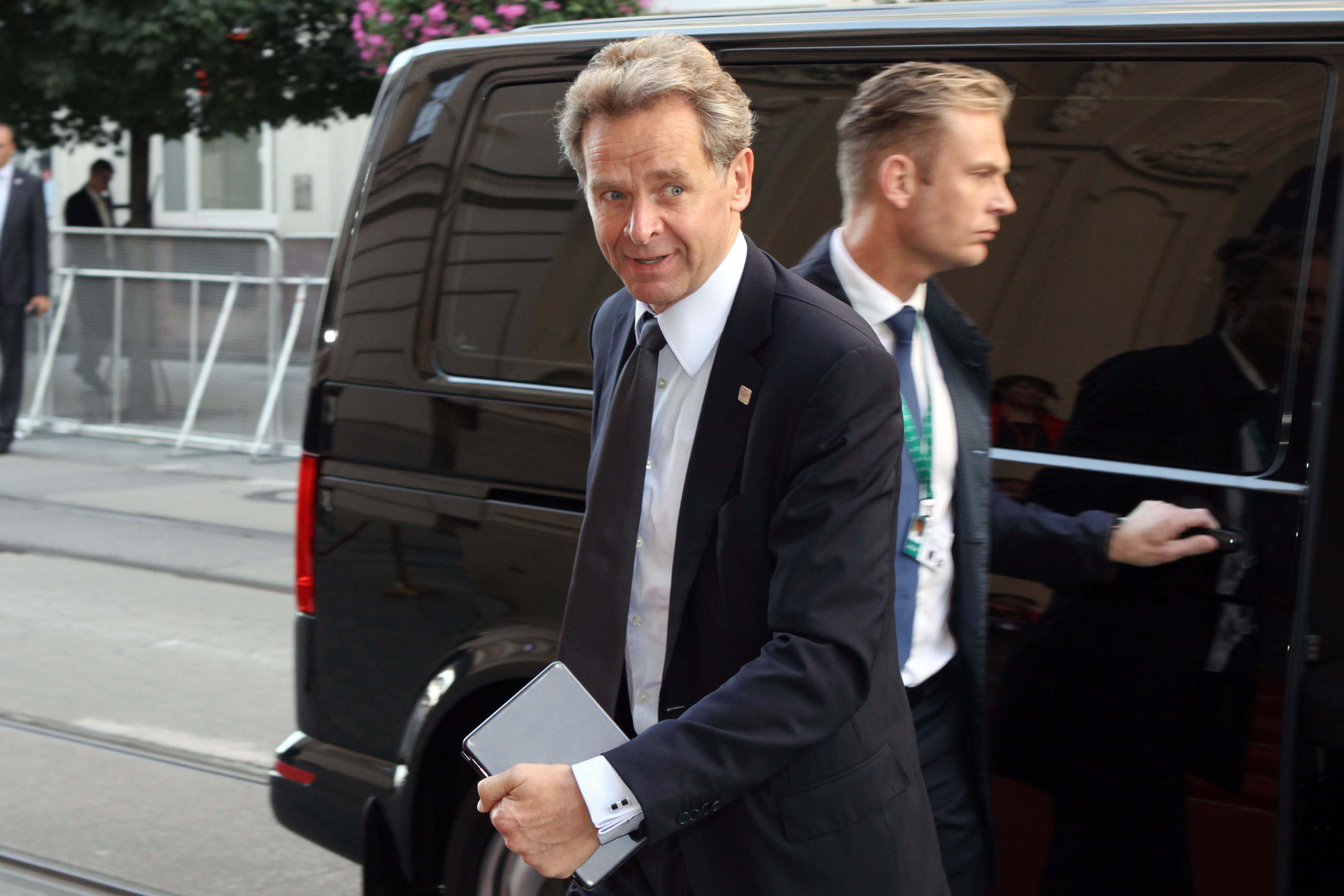
Poul Thomson (09.09.2016)

Poul Mathias Thomsen (Aabenraa, Dinamarca, 21 de Maio 1955) é um economista dinamarquês nos serviços do Fundo Monetário Internacional. Licenciou-se em Economia na Universidade de Copenhaga em 1979, onde foi assistente entre 1979 e 1982. Em 1982, ingressou no FMI.
A partir de 1987, começou a fazer a ligação do FMI à ex-Jugoslávia. No período da guerra civil da ex-Jugoslávia (1991-1995), Poul Thomsen esteve sempre ligado à ex-Jugoslávia. Em 1990 e 1991, foi o representante residente do FMI em Belgrado. Entre 1992 e 1996, chefiou as missões do FMI à Eslovénia e na Macedónia.
Entre 1996 e 1998, Poul Thomsen foi também o chefe de missão na Roménia, um país duramente atingido pela crise e onde o FMI impôs recentemente duros cortes salariais, numa “negociação” liderada por ele.
De 1998 a 2000, Poul Thomsen liderou a divisão do FMI na Rússia e, entre 2001 e 2004, foi o representante residente sénior do FMI e líder do escritório em Moscovo.
Atualmente, Poul Thomsen é o vice diretor do departamento europeu do FMI e como tal lidera e conduz diretamente os processos da Islândia, da Grécia, de Portugal e também da Ucrânia e da Roménia. Em todos os casos se tem destacado pela defesa de uma política acelerada de privatizações e cortes desenfreados nos salários e nos serviços públicos.

## Ligações ecternas
- Site oficial do Fundo Monetário Internacional (en)